# Galeazzo Maria Sforza
Galeazzo Maria Sforza (ur. 24 stycznia 1444, zm. 26 grudnia 1476) – książę Mediolanu. Członek rodziny Sforzów, patron artystów. Był znany ze swego okrucieństwa, tyranii i żądzy bogactwa.

## Życiorys
Galeazzo Maria był synem Francesco I Sforzy (włoskiego kondotiera i sojusznika Cosimo de' Medici) oraz Bianki Marii Visconti. Był starszym bratem Ludovica Sforzy. Z woli ojca zaręczył się z Doroteą Gonzaga, ale małżeństwo nie doszło do skutku z powodu kalkulacji politycznych Franciszka Sforzy. Po śmierci narzeczonej Galeazzo poślubił Bonę Sabaudzką, córkę księcia Sabaudii – Ludwika I.
Z Boną Sabaudzką miał czworo dzieci:
- Gian Galeazzo (1469–1494), księcia Mediolanu
- Ermes Maria (1470–1503), markiz Tortony
- Bianca Maria (1472–1510), żona (1) Filiberta I, księcia Sabaudii (2) cesarza Maksymiliana I
- Anna Maria (1473–1497), żona Alfonsa I d'Este, księcia Ferrary

Gian Galeazzo miał również kilkoro nieślubnych dzieci. Z Lukrecją Landriani:
- Carlo (1461–1483), hrabiego Magenta, męża Bianci Simonetta
- Caterinę (1463–1509), żonę (1) Hieronim Riario (2) Giacamo Feo (3) Giovanni de' Medici il Popolano
- Alessandro (1465–1523), pana Francavilla Bisio, męża Barbary Balbiani di Valchiavenna
- Chiarę (1467–1531), żonę (1) Pietro dal Verme di Sanguinetto (2) Fregosino Fregoso de Novi Ligure

Z innymi kobietami:
- Ottaviano (1477–1541), biskupa Lodi i Arezzo
- Galeazzo, hrabiego Melzo

Galeazzo Sforza został zamordowany 26 grudnia w mediolańskim kościele Santo Stefano przez Carla Viscontiego, Gerolama Olgiatiego i Giovanniego Lampugnaniego – wszyscy oni byli dworzanami Galeazzo Marii.